# Mira (csillag)
A Mira (/ˈmaɪrə/, Omicron Ceti, ο Ceti, ο Cet) egy vörös óriás csillag, távolsága 200–400 fényév, a Cet csillagképben található. A Mira egy kettőscsillag. A Mira A önmagában is változócsillag, ez volt az elsőnek felfedezett nem szupernóva változócsillag.   A Mira a legfényesebb periodikus változócsillag, ami szabad szemmel még éppen nem látható. Távolságának értéke kissé bizonytalan, a Hipparcos műhold előtti mérések szerint távolsága 220 fényév; a Hipparcos 2007-es adatai szerint 299 fényévre található; a mérés hibaszázaléka 11%.

## Megfigyelésének története
A Mira változócsillag volta ismert lehetett az ókori Kína, Babilónia és Görögország tudósai számára. Az első feljegyzések David Fabricius csillagásztól származnak 1596. augusztus 3-án, aki akkoriban a Merkúr bolygó megfigyelésével foglalkozott. Augusztus 21-ig a fényessége egy magnitúdóval növekedett, majd októberig elhalványult a megfigyelés elől.  Fabricius ezért azt gondolta, hogy ez egy nova, de újból megpillantotta 1609. február 16-án.
1638-ban Johannes Holwarda meghatározta a csillag feltűnési periódusát, ami tizenegy hónapra adódott. Gyakran őt tekintik a Mira változócsillag volta felfedezőjének. Johannes Hevelius is megfigyelte nagyjából ebben az időszakban, ő adta neki a "Mira" nevet (a latin "csodálatos", "meglepő" szóból) a Historiola Mirae Stellae (1662) című művében, mivel nem úgy viselkedett, ahogyan a többi ismert csillag.  Ismail Bouillaud a fényességi periódusát 333 napban adta meg, ez a modern kori értéknél, ami 332 nap, egy nappal több.  Ez olyan szempontból is figyelemre méltó, hogy a Mira fényességváltozásának periódusa is változó. Élettartamát jelenleg 6 milliárd évre becsülik.
Lehetséges, hogy a Mira változócsillag volta már Fabricius előtt is ismert volt. Karl Manitius,  Hipparkhosz Kommentárjainak (Τῶν Ἀράτου καὶ Εὐδόξου φαινομένων ἐξήγησις) modern kommentátora szerint a második századból származó szöveg egyes adatai a Mirára vonatkoznak. A távcsöves megfigyelések előtti időszakból Klaudiosz Ptolemaiosz, al-Sufi, Ulugbek, és Tycho Brahe csillagkatalógusai nem említik még normál csillagként sem. Három említése történik kínai és koreai forrásokban 1070-ben és 1596-ban.

## A csillagrendszer
A Mira egy kettőscsillag, ami egy vörös óriásból (Mira A) és egy magas hőmérsékletű fehér törpéből (Mira B) áll. A Chandra röntgenmegfigyelő műhold adatai szerint tömegáramlás történik a két csillag között a fehér törpe felé. A két csillag nagyjából 70 csillagászati egység távolságra van egymástól.

### Mira A
A Mira A jelenleg az óriáságban van (AGB) .

#### Változócsillag volta
A Mira A egy jól ismert példája a változócsillagoknak, amiket a csillag után  Mira típusú változócsillagnak neveznek. Nagyjából 6–7000 ismert csillag van ebben az osztályban. Ezek mind vörös óriások.  
A Mira fényessége 3,5 magnitúdóval változik, ezzel a Cet csillagkép legfényesebb csillagai  közé tartozik. Érdekesség, hogy a Mira a sugárzásának nagyobb részét az infravörös tartományban adja le, de ott a fényességváltozása csak két magnitúdó.

### Mira B
A kísérőcsillagot csak 1995-ben fedezte fel a  Hubble űrtávcső. Ekkor 70 csillagászati egységre volt a párjától. A HST ultraviola képei és a Chandra űrtávcső röntgenfelvételei spirális gázáramlást mutatnak a Mira B irányába. A Mira B keringési periódusa a Mira A körül nagyjából 400 év.

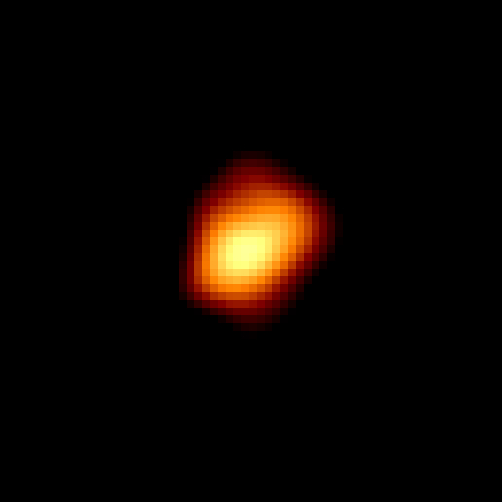
Mira
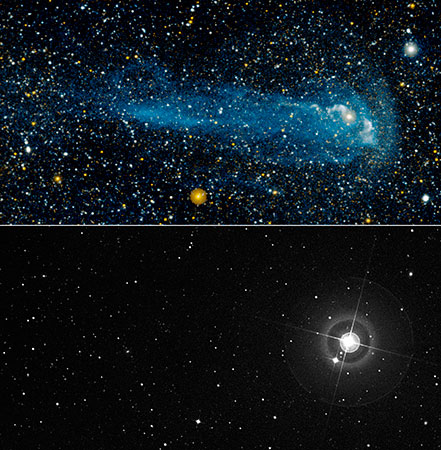
A Mira UV és látható fényben
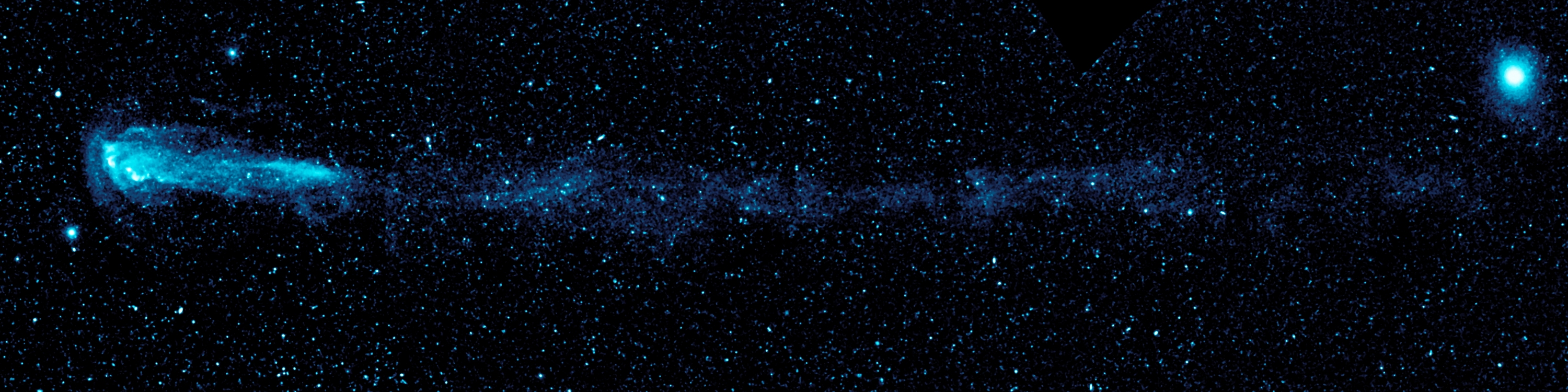
Mira
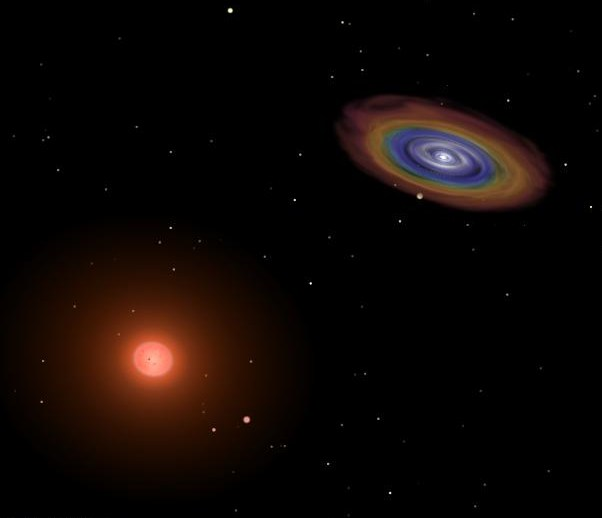
Mira A&B.

## Megfigyelése
A Mira nem látható március és  június között, mivel akkor túl közel kerül a Naphoz. 

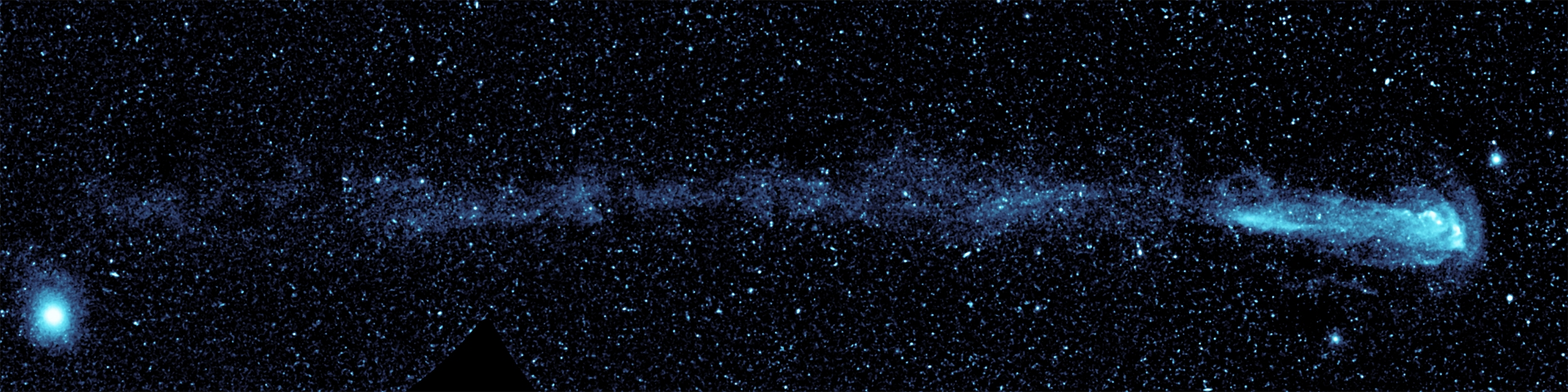
Ultraviola mozaik a NASA Galaxy Evolution Explorer (GALEX) felvételén

## Külső hivatkozások
- Mira – Bizarre Star at NASA Archiválva 2009. április 10-i dátummal a Wayback Machine-ben
- History of Mira's Discovery Archiválva 2004. január 14-i dátummal a Wayback Machine-ben at AAVSO
- Mira has tail nearly 13 light years in length (BBC)
- Speeding Bullet Star Leaves Enormous Streak Across Sky at Caltech
- Astronomy Picture of the Day:
1998-10-11, 2001-01-21, 2006-07-22, 2007-02-21, 2007-08-17
- Mira (Omicron Ceti). The Encyclopedia of Astrobiology, Astronomy, and Spaceflight. (Hozzáférés: 2006. június 22.)
- Interferometric observations of the Mira star o Ceti with the VLTI/VINCI instrument in the near-infrared. [2018. május 12-i dátummal az eredetiből archiválva]. (Hozzáférés: 2015. december 20.)
- Robert Burnham Jr., Burnham's Celestial Handbook, Vol. 1, (New York:  Dover Publications, Inc., 1978), 634.
- James Kaler, The Hundred Greatest Stars, (New York:  Copernicus Books, 2002), 121.
- SEDS article
- A recent lightcurve of Mira from the BAV.
- Universe Today, That's Not a Comet, that's a Star
- OMICRON CETI (Mira) Archiválva 2003. július 5-i dátummal a Wayback Machine-ben
- Winter 2006: Omicron Ceti (Mira) Archiválva 2007. február 13-i dátummal a Wayback Machine-ben